# タイアップ
タイアップ（tie up）とは、「結びつく」という意味で、一般的には「協力・提携」という方法で相互が利益を共有できる関係を築こうとする場合に使われる。また、音楽業界・書籍業界とテレビ業界など映像業界の結びつきによって、相乗効果を得ようとする商法のことも指す。ただし英語（米語）でこの行為は tie in と一般には指し示される。

## 映画業界におけるタイアップ
映画業界においては、主に映画に企業のサービスや製品を登場させる際に行われる手法である。企業は映画に登場することでブランド・イメージのアップや売り上げが増えることが見込まれ、その宣伝効果の対価として製作費の一部を負担する（権利や負担が分散する委員会方式とは違う）。制作者側は商品が見えるように撮影しなければならない。もし見えないように撮影、もしくはそのシーンをカットした場合には企業から受け取った宣伝費は全額返金しなくてはならない。日本では広く使われる広告手法ではないが、近年において急激に広がっている手法で、専門のエージェンシーや専門サイトなどもある。映像で取り上げる代わりに商品イメージの使用を許可するという手法はタイアップとは呼ばない。

## 音楽業界におけるタイアップ
音楽業界においては、レコード会社はアーティストの売り上げを上げるため、その曲の知名度を上げることを目的としてタイアップを使う。主にCMソングやテレビ番組、さらには映画の主題歌などに使われる例がある。映像と音楽は融合しやすく、その音楽を聞く/映像を観ると、思い出されるというように双方の相乗効果をもたらすことも期待できる。また映画主題歌として使われることは、テレビ放送が始まる以前の昭和初期からある程度行われていた。
日本ではほとんどのタイアップ曲が、まず楽曲のサビ部分だけを15秒から30秒程度制作し、数曲持って各企業にタイアップを申し出る。これはテレビコマーシャルの短い時間に、どれだけ強い印象を与えられるかを企業も意識しているからである。タイアップが決まるとそこから初めて4分前後の楽曲が本格的に制作される。結果、歌詞そのものは作品本編とは関係ない内容となることも多く、楽曲全体では不自然な構成になったり、アーティストの本意でない楽曲が制作される原因になる。楽曲の芸術性が損なわれ、タイアップが商業的だと批判される理由になっている。
なお、タイアップがヒット曲に結びつくのは日本（J-POP）の特徴で、国によっては事情が異なる。芸術性を求めるヨーロッパや北米などではタイアップは商業的だとされ、ネガティブイメージを伴う。そのためプロモーションはPVを中心として行われ、ミュージシャンはサウンドトラック以外のタイアップを嫌うケースが多い。
日本でタイアップソングが目立って増えていると認識されたのは1979年頃と見られ、タイアップという言葉は勿論当時はまだ使われていないが、『mimi』1979年8月号の記事に「CMや映画の音楽がヒットソングになるケースが、最近多い」と書かれている。

## 関連作品
日本の音楽業界におけるタイアップを題材とした楽曲に、筋肉少女帯の「タイアップ」がある。本作が収録されたアルバム『UFOと恋人』には3曲のタイアップ曲が収録され、またアルバムで「タイアップ」の次のトラックに収録された曲はスーパーファミコン用ソフト『ストリートファイターII』CM曲の「バトル野郎〜100万人の兄貴〜」である。